# Saint-Vivien-de-Médoc
Saint-Vivien-de-Médoc is een gemeente in het Franse departement Gironde (regio Nouvelle-Aquitaine). De plaats maakt deel uit van het arrondissement Lesparre-Médoc.  Saint-Vivien-de-Médoc telde op 1 januari 2022 1.822 inwoners.

## Geografie
De oppervlakte van Saint-Vivien-de-Médoc bedroeg op 1 januari 2022 29,4 vierkante kilometer; de bevolkingsdichtheid was toen 62 inwoners per km².

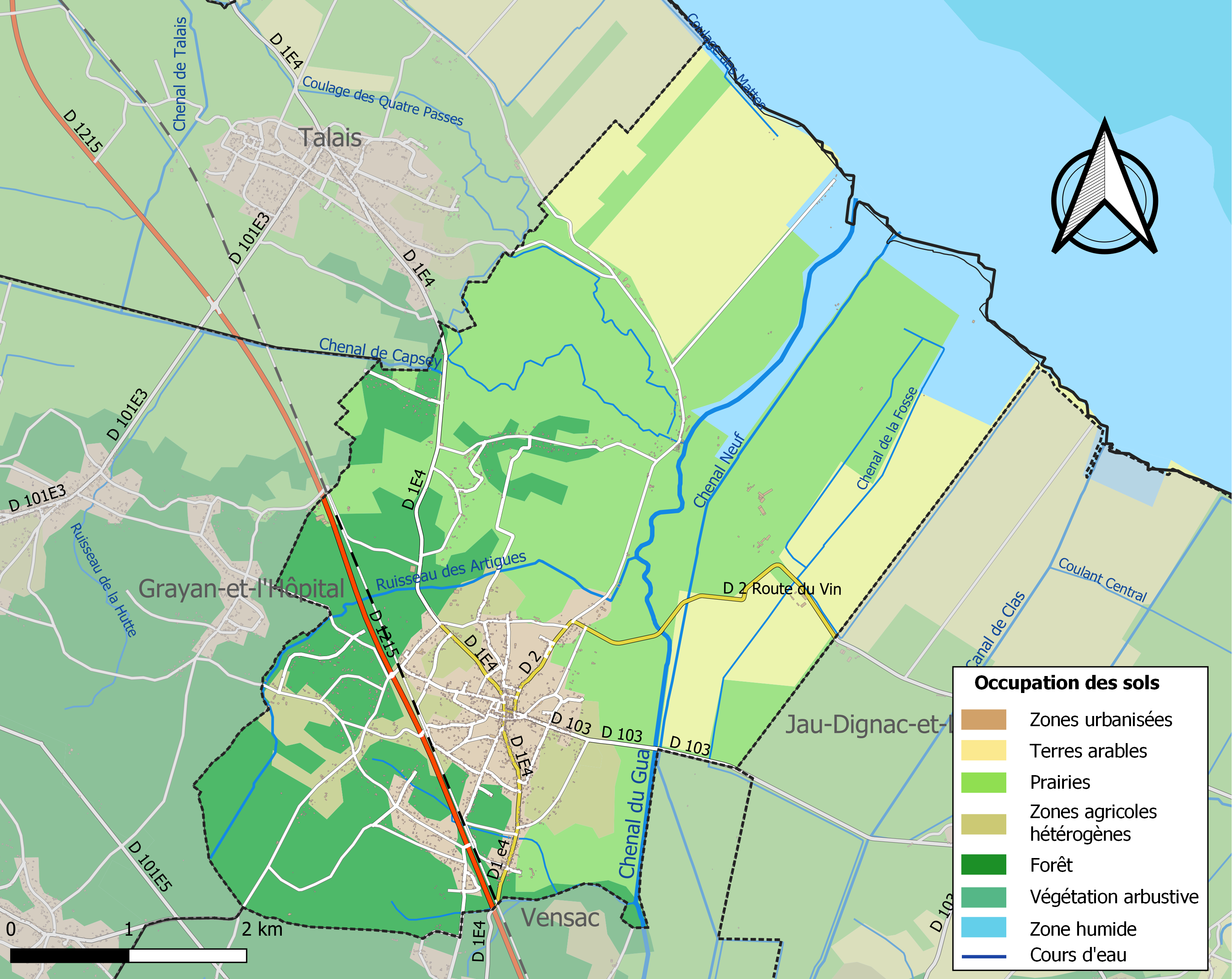
Kaart van de gemeente met belangrijkste infrastructuur, bodemgebruik en omliggende gemeenten

## Demografie
Onderstaande figuur toont het verloop van het inwonertal (bron: INSEE-tellingen).